# Cass County (Michigan)
Cass County is een county in de Amerikaanse staat Michigan.
De county heeft een landoppervlakte van 1.275 km² en telt 51.104 inwoners (volkstelling 2000). De hoofdplaats is Cassopolis.